# STS-123
STS-123 var en rymdfärd till den Internationella rymdstationen ISS, som genomfördes av den amerikanska rymdfärjan Endeavour. Starten ägde rum den 11 mars 2008. Från början var det meningen att starten skulle ägt rum den 14 februari 2008, men på grund av tekniska problem med föregående uppdrag STS-122 hade starten försenats. Det måste nämligen vara minst fem veckor mellan uppdragen. Den skulle leverera den första modulen av det japanska laboratoriet Kibō, och det kanadensiska Dextre-systemet. Endeavour landade den 27 mars kl. 01.39 CET på landningsbana 15 på Kennedy Space Center. Endeavour avslutade sitt 21:a uppdrag till rymden den 25:e färjeflygningen till ISS och även den längsta flygningen till ISS hittills.

## Aktiviteter

### Innan uppskjutning
Endeavour flyttades från sin hangar till Vehicle Assembly Building den 11 februari där färjan monterades på den stora bränsletanken med de två boostrarna. Precis enligt planerna rullade Endeavour ut till startplatta 39A den 18 februari.

### Uppskjutning (Dag 1)

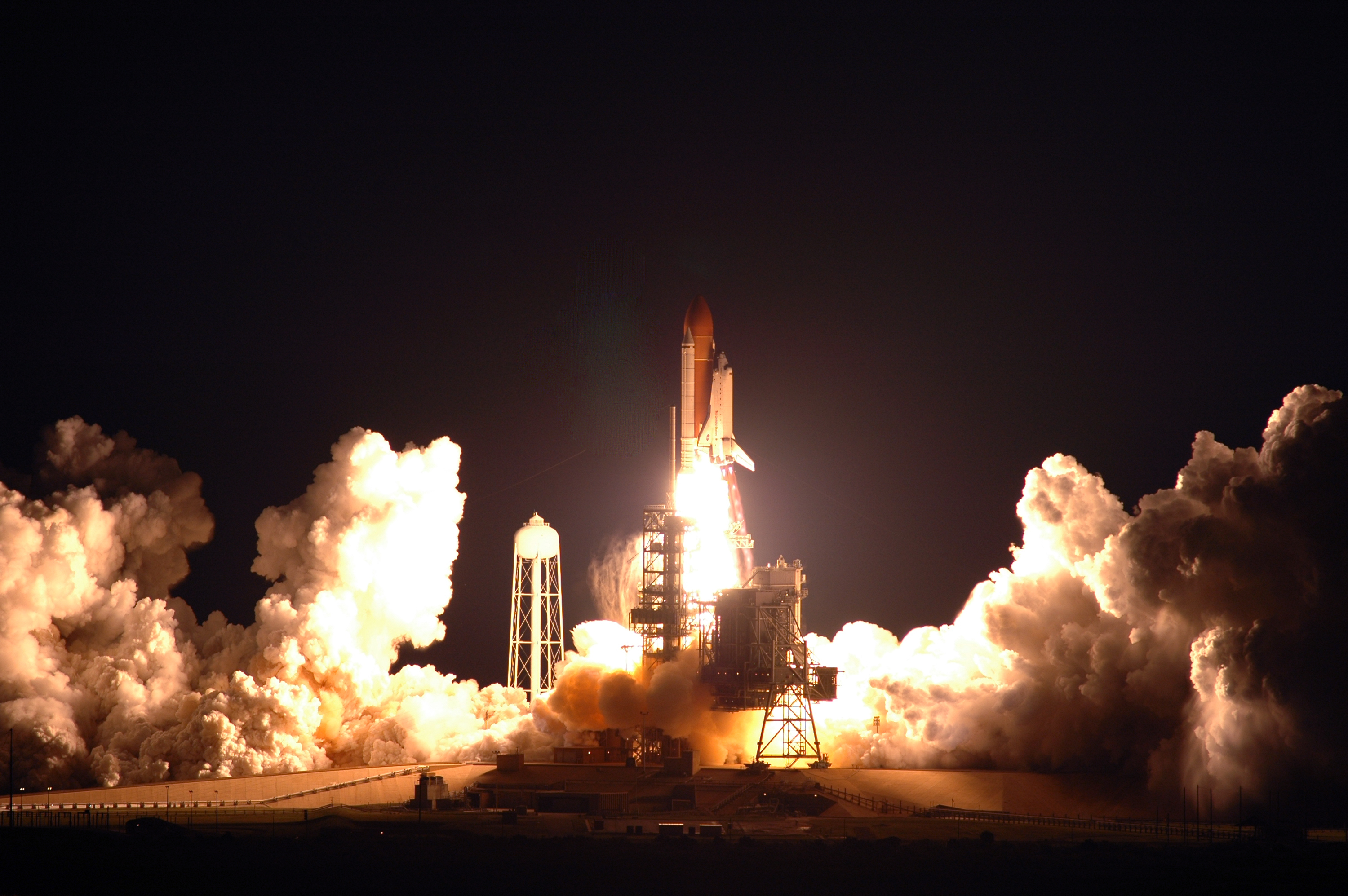
Endeavour skjuts upp

Endeavour sköts lyckat upp kl. 07.28 CET. Färden till rymden gick utmärkt och det fanns ej tecken på skador på Endeavour. Detta skulle dock undersökas mer senare.

### Aktiviteter dag för dag
Flygdag 2: Inspektion av Endeavours värmesköldar, öppning av lastrumsdörrarna, samt förberedelse inför dockning med ISS.
Flygdag 3: Dockning med ISS, detta skedde kl. 04.49 CET. Luckorna mellan Endeavour och ISS öppnades 06.37 CET. Arbete med att föra över material från rymdfärjan till ISS samt förberedelser för EVA 1.
Flygdag 4: Linnehan och Reisman utförde den första rymdpromenaden utan några problem. Besättningen hade även fått meddelanden om att det inte verkade vara någon skada på Endeavours värmesköldar.
Flygdag 5: Luckan till Kibos förrådsmodul öppnades, intervjuer med media och förberedelser inför EVA 2.
Flygdag 6: Linnehan och Foreman utförde den andra rymdpromenaden utan några problem. Markkontrollen utförde tester på Dextres system.
Flygdag 7: Tester av Dextres armar och hur de kunde röra sig. Förberedelser inför EVA 3.
Flygdag 8: Den tredje rymdpromenaden utfördes utan några större problem. Dextres fortsatta tester hade varit framgångsrika, och arbetet med den japanska förrådsmodulen gick bra och astronauterna låg före schemat.
Flygdag 9: Lastformen som Dextre låg i under uppskjutningen hade transporterats tillbaka till Endeavour inför återfärden till jorden.
Flygdag 10: Fortsatta arbeten och förberedelser inför EVA 4.
Flygdag 11: Den fjärde rymdpromenaden utfördes utan några problem. Tester gjordes med att kunna laga rymdfärjans värmeplattor, och exempelplattorna och materialet verkade uppfört sig som de skulle.
Flygdag 12: Inspektion av Endeavours värmesköldar. Denna inspektion brukar utföras efter utdockning men eftersom sensorbommen skulle lämnas kvar på ISS så gjorde man det under flygdag 12.
Förberedelser inför EVA 5.
Flygdag 13: Den femte rymdpromenaden utfördes utan några problem. Endeavour hade inga skador som skulle hindra en säker landning meddelades efter inspektionen under flygdag 12.
Flygdag 14: Intervjuer med media och förberedning inför utdockningen som skulle ske under flygdag 15.

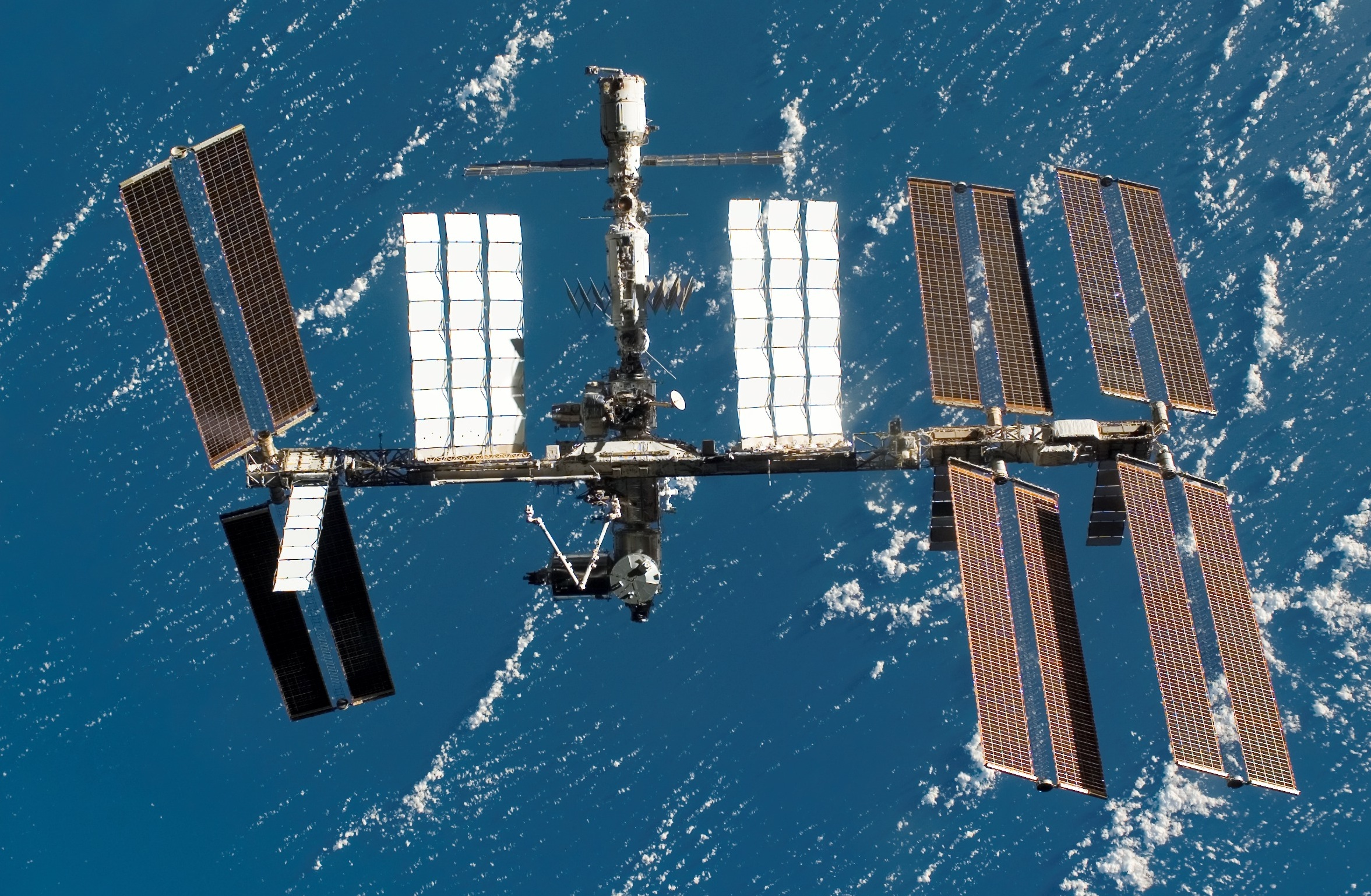
ISS sedd från den fråndockade rymdfärjan

Flygdag 15: Avskedsceremoni och utdockning från ISS som skedde ca. 01.30 CET. Endeavour började resan hem mot Kennedy Space Center.
Flygdag 16: Besättningen på Endeavour tillbringade dagen med att stuva undan utrustning och testa viktiga system inför återinträdet i atmosfären och landning. Även intervjuer med media.
Flygdag 17: Endeavour landade utan några problem på landningsbana 15 på Kennedy Space Center.

### Rymdpromenader
EVA 1: Uppgiften under rymdpromenaden var att förbereda förrådsmodulen inför dockning med ISS. De kameror som fanns på Harmonimodulen skulle färdigställas och användas under dockningen. Modulen skulle kopplas loss elektriskt från Endeavour. Rymdpromenaden utfördes av Linnehan och Reisman.
EVA 2: Uppgiften med den andra rymdpromenaden var enbart att montera ihop Dextre och ta bort skydd mm på robotarmen. Rymdpromenaden utfördes Linnehan och Foreman.
EVA 3: Under den tredje rymdpromenaden skulle Dextre fortsätta att bli färdigställd och astronauterna skulle även installera ORU och Camera light pan tilt Assembly. De skulle även flytta MISSE 6-experimentet till Columbusmodulen. Även lite reservdelar till ISS skulle flyttas från Endeavour. Rymdpromenaden utfördes av Linnehan och Behnken.
EVA 4: Uppgiften under denna rymdpromenad var att byta ut en trasig kraftkontrollmodul. Astronauterna skulle även testa en ny reparationsteknik att laga rymdfärjans värmesköldar i rymden. Rymdpromenaden utfördes av Linnehan och Foreman.
EVA 5: Under den sista rymdpromenaden skulle man göra den tillfälliga montering av sensorbommen (OBSS). Detta gjordes för att under kommande uppdrag STS-124 skulle den japanska Kibomodulen ta så mycket plats så bommen inte fick plats i Discovery. Rymdpromenaden utfördes av Behnken och Foreman.

## Besättning
- USA Dominic L. Gorie, befälhavare. (4).
- USA Gregory H. Johnson, pilot. (1).
- USA Richard Linnehan, uppdragsspecialist. (4).
- USA Bob Behnken, uppdragsspecialist. (1).
- USA Michael Foreman, uppdragsspecialist. (1).
- Japan Takao Doi, uppdragsspecialist. (1)

Siffran inom parentes visar antal rymdfärder inklusive denna som personen gjort.

### Besättning på ISS som byttes med detta uppdrag
- USA Garrett Reisman, uppdragsspecialist. Reste med Endeavour för att ingå i Expedition 16 på ISS
- Frankrike Léopold Eyharts, uppdragsspecialist. Återvände till jorden från Expedition 16. (2).

## Väckningar
Under Geminiprogrammet började NASA spela musik för besättningar och sedan Apollo 15 har man varje "morgon" väckt besättningen med ett särskilt musikstycke, särskilt utvalt antingen för en enskild astronaut eller för de förhållanden som råder.
| Dag | Låt                                                   | Artist/Kompositör                   | Spelad för         | Länk    |
| --- | ----------------------------------------------------- | ----------------------------------- | ------------------ | ------- |
| 2   | "Linus & Lucy"                                        | Vince Guaraldi                      | Michael Foreman    | wav mp3 |
| 3   | "Godzilla"                                            | Blue Öyster Cult                    | Takao Doi          | wav mp3 |
| 4   | "Saturday Night"                                      | Bay City Rollers                    | Garrett Reisman    | wav mp3 |
| 5   | "Turn! Turn! Turn! (To Everything There is a Season)" | The Byrds                           | Rick Linnehan      | wav mp3 |
| 6   | "We're Going to be Friends"                           | The White Stripes                   | Bob Behnken        | wav mp3 |
| 7   | "God of Wonders"                                      | Caedmon's Call                      | Dominic L. Gorie   | wav mp3 |
| 8   | "Sharing the World"                                   |                                     | Gregory H. Johnson | wav mp3 |
| 9   | "Hoshi Tsumugi no Uta"                                | Ayaka Hirahara                      | Takao Doi          | wav mp3 |
| 10  | "Burning Love"                                        | Elvis Presley                       | Michael Foreman    | wav mp3 |
| 11  | "Blue Sky"                                            | Big Head Todd and the Monsters      | Rick Linnehan      | wav mp3 |
| 12  | "Enter Sandman"                                       | Metallica                           | Bob Behnken        | wav mp3 |
| 13  | "I Loved Her First"                                   | Heartland                           | Dominic L. Gorie   | wav mp3 |
| 14  | "I Am Free"                                           | Friendswood United Methodist Church | Michael Foreman    | wav mp3 |
| 15  | "Home"                                                | Yuko Doi                            | Takao Doi          | wav mp3 |
| 16  | "Con te partirò"                                      | Andrea Bocelli                      | Léopold Eyharts    | wav mp3 |
| 17  | "Drops of Jupiter"                                    | Train                               | Gregory H. Johnson | wav mp3 |

### Fotnoter
1. ↑  ”NASA Space Science Data Coordinated Archive” (på engelska). NASA. https://nssdc.gsfc.nasa.gov/nmc/spacecraft/display.action?id=2008-009A. Läst 22 mars 2020.
2. ↑  Manned Astronautics - Figures & Facts Arkiverad 5 oktober 2015 hämtat från the Wayback Machine., läst 28 juli 2016.
3. ↑  STS-123 - Mission Status Center spaceflightnow.com